# Géographie de la Bulgarie
 (novembre 2010).
Si vous disposez d'ouvrages ou d'articles de référence ou si vous connaissez des sites web de qualité traitant du thème abordé ici, merci de compléter l'article en donnant les références utiles à sa vérifiabilité et en les liant à la section « Notes et références ».
La Bulgarie est un pays situé dans le sud-est de l'Europe. Elle a des frontières avec la Roumanie au nord (608 km), la Serbie (318 km) et la Macédoine du Nord (148 km) à l'ouest, la Grèce (494 km) et la Turquie (240 km) au sud, et est bordée par la mer Noire à l'est sur 354 km. La majeure partie de sa frontière septentrionale avec la Roumanie est délimitée par le Danube jusqu'à Silistra.
La superficie du pays est de 110 550 km2 (un peu plus grand que l'Islande). Bien que de taille assez réduite, la Bulgarie jouit d'une grande variété de paysages. Même dans des zones géographiques restreintes on trouve souvent juxtaposés plaine, plateau, colline, montagne, vallée de rivière encaissée, bassin et gorge. Le centre géographique du pays est situé à Uzana.

## Topographie

Carte topographique de la Bulgarie

La principale caractéristique de la Bulgarie est sa division en bandes de montagnes et de plaines orientées Est-Ouest. Du Nord au Sud se succèdent le plateau mœsique, le massif des Balkans (Stara planina), la plaine de Thrace du Nord et le massif des Rhodopes. La partie Est, près de la mer Noire, est constituée de collines qui gagnent progressivement en hauteur en allant vers l'Ouest. La partie Ouest du pays est constituée uniquement de montagnes.
Plus des deux tiers du pays, constitués de plaines plateaux et collines, se situent à une altitude inférieure à 600 mètres. Les plaines (moins de 200 mètres d'altitude) représentent 31 % de la surface du pays, les plateaux (entre 200 et 600 mètres) 41 % de la surface, les montagnes de faible élévation (entre 600 et 1 000 mètres) 10 %, les montagnes moyennes (entre 1 000 et 1 500 mètres) 10 % et les montagnes élevées (plus de 1 500 mètres) 3 %. L'altitude moyenne de la Bulgarie est de 470 mètres.

### Plateau mœsique
Le plateau mœsique s'étend des frontières ouest à la mer Noire, dans l'ancienne Mésie (d'où son nom), entre le Danube au nord et le massif du Grand Balkan (Stara planina) au sud. Le plateau est bordé de falaises le long du Danube et s'arrête au pied des montagnes à une altitude de 750 à 900 mètres. Le plateau est une zone fertile, parcourue de collines ; c'est le grenier du pays (Ludogorie).

### Grand Balkan

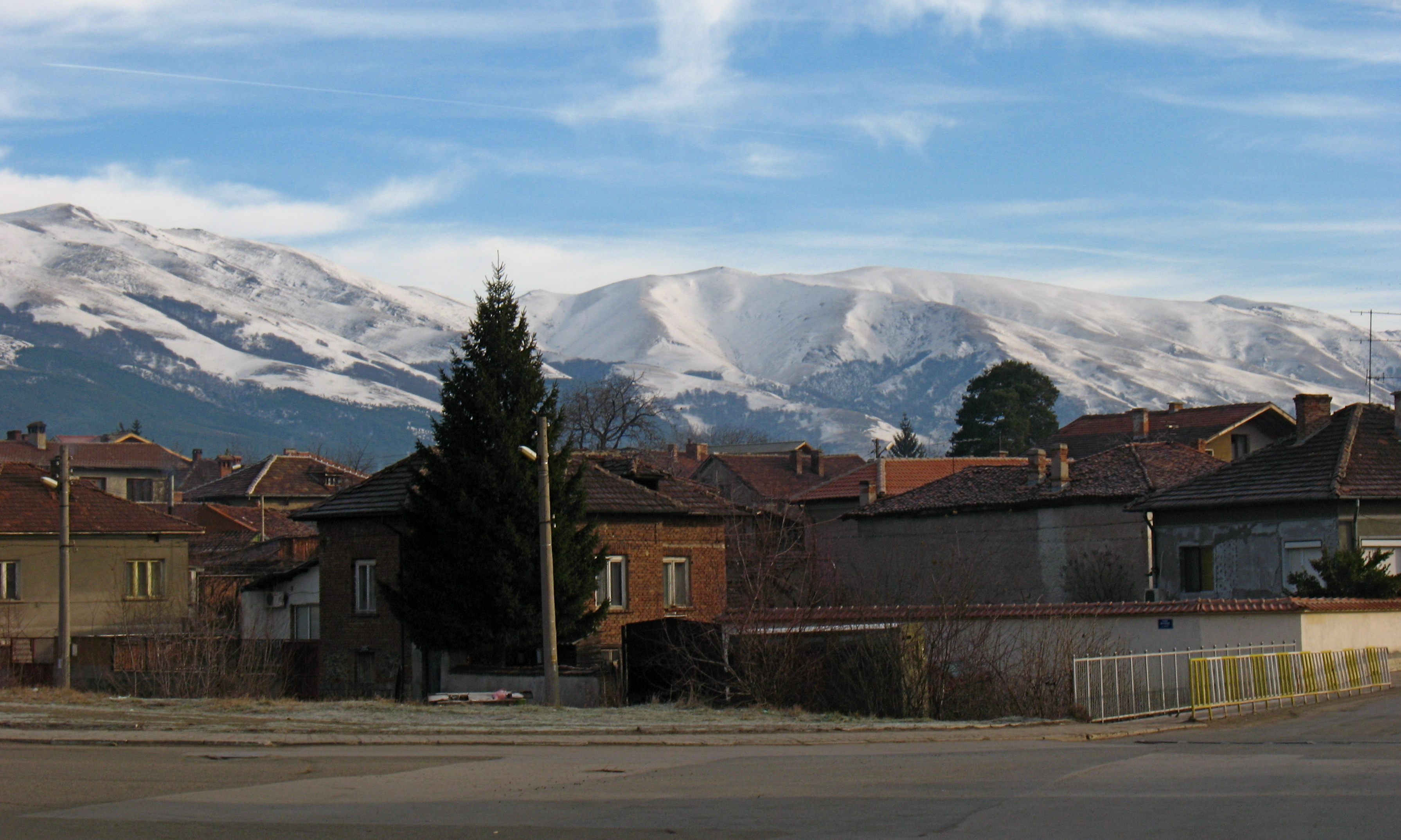
Vue du Grand Balkan, depuis la ville de Pirdop.

Le Grand Balkan (Stara planina) est considéré comme prolongeant la chaîne des Carpates qui dessine un S couché : courant vers l'Est en République tchèque et en Slovaquie, elle s'incurve vers le sud-est, puis le sud et l'ouest en Roumanie. Au niveau des Portes de Fer (une gorge par où passe le Danube, située à la frontière entre la Roumanie et la Serbie) la chaîne repart vers le sud, puis le sud-est et l'est, devenant le Stara Planina en Bulgarie.
Le massif de Stara Planina débute à l'est de la vallée de Timok en Serbie et court vers le Sud jusqu'au bassin de Sofia, au centre-ouest de la Bulgarie. Il prend ensuite une direction Est jusqu'à la mer Noire. Le massif fait 600 km de long pour une largeur comprise entre 30 et 50 km. Les plus hauts sommets se trouvent au Centre de la Bulgarie avec le pic Botev qui culmine à 2 376 m. La chaine continue ensuite vers l'Est avec des sommets moins élevés jusqu'aux falaises de la mer Noire. Dans pratiquement toute la Bulgarie, le massif des Balkans définit la limite de partage des eaux entre le bassin du Danube et celui qui draine les eaux vers la mer Égée. Certaines petites rivières à l'Est se déversent directement dans la mer Noire. Le massif de Sredna Gora est une chaîne étroite de 160 km de long et 1 600 mètres de haut qui court d'est en ouest parallèlement au massif des Balkans. La vallée des Roses située entre ces deux massifs est connue pour son essence de rose utilisée pour la parfumerie et les liqueurs.

### Plaine de Thrace du Nord
Les versants sud du massif des Balkans et de Sredna Gora débouchent sur la plaine de Thrace du Nord et le bassin de Sofia. Approximativement de forme triangulaire, la plaine de Thrace débute à l'est des montagnes dominant Sofia et va vers l'Est en s'élargissant jusqu'à la mer Noire. Elle inclut la vallée de Maritsa et les terres basses qui vont de la rivière à la mer Noire. Comme le plateau danubien, la plaine de Thrace est en partie vallonnée. La majorité des terres sont cultivables.

### Bassin de Sofia
Le plus grand bassin de Bulgarie est le bassin de Sofia. Large de 24 km et long de 96 km, le bassin est occupé par la capitale de la Bulgarie et la région limitrophe. La route qui suit les vallées et les bassins depuis Belgrade jusqu'à Istanbul (anciennement Constantinople) et qui passe par le Bassin de Sofia a une importance historique qui remonte à l'époque romaine et qui a contribué au rôle stratégique de la péninsule des Balkans. Les plus grandes villes de Bulgarie se situent sur cette route. De manière paradoxale, bien que de nombreuses montagnes rendent les villages et les villes de Bulgarie relativement inaccessibles, la Bulgarie a été régulièrement menacée d'invasions à cause de cette route passant par Sofia dépourvue d'obstacles naturels.

### Montagnes du sud-ouest

Carte topographique des Rhodopes, Rila et Pirin

Des montagnes relativement hautes occupent la zone située entre le bassin de Sofia, la plaine de Thrace et la frontière avec la Grèce au Sud : les monts de Vitocha au sud de Sofia, le Massif de Rila plus loin au Sud et le massif de Pirin au Sud Ouest de la Bulgarie. Ces montagnes constituent les paysages les plus saisissants de Bulgarie et de toute la péninsule des Balkans. Le massif du Rila culmine au Mont Musala (2 925 mètres) plus haut sommet des pays balkaniques. Une douzaine d'autres sommets dans le même massif culminent à plus de 2 600 mètres. Les plus hautes montagnes se caractérisent par des sommets rocheux et des lacs situés au-dessus de la limite arbustive. Les sommets moins élevés sont couverts de prairies alpestres qui donnent à la chaîne une image de paysage verdoyant. La chaîne des Pirin est caractérisé par des sommets et des pentes rocheuses. Son plus haut sommet est le mont Vihren, la deuxième plus haute montagne de Bulgarie. Plus à l'Est se trouve le vaste massif des Rhodopes.

### Sismicité

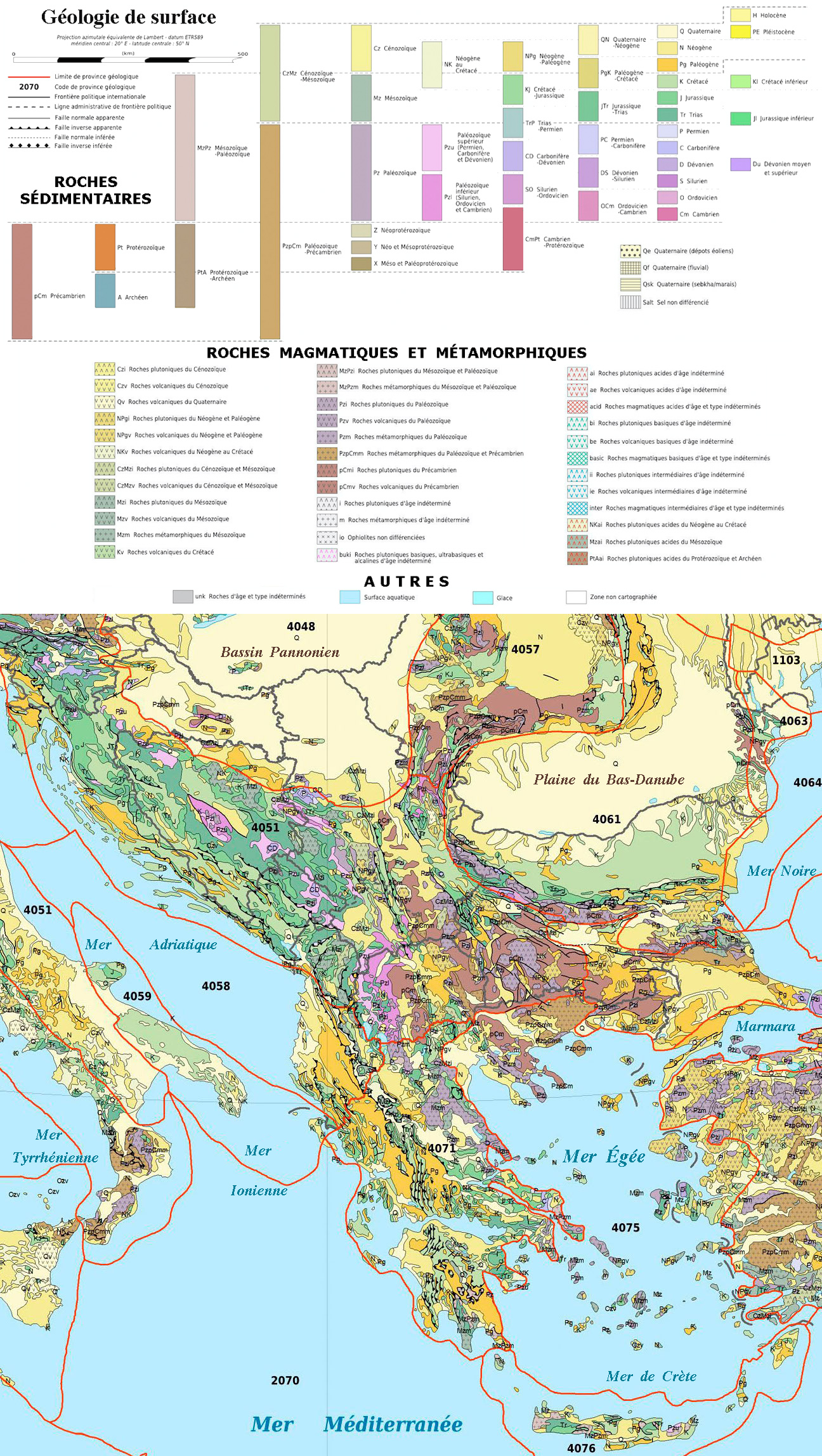
Géologie de la Bulgarie et des Balkans.

Une partie importante de la Bulgarie est sujette aux séismes. Deux zones sont particulièrement concernées :
- le nord de l'ondulation de Bulgarie du Nord centrée sur la région de Gorna Oryahovitsa au centre-nord de la Bulgarie ;
- le plissement Ouest des Rhodopes, une vaste zone s'étendant depuis les régions de Rila et du Nord Piron jusqu'à Plovdiv dans le centre-sud de la Bulgarie.

Des séismes particulièrement importants ont lieu le long de la diagonale qui va de Skopje en Macédoine du Nord jusqu'à Razgrad dans le Nord-Est de la Bulgarie et sur la diagonale qui va de l'Albanie vers le tiers Sud de la Bulgarie en passant par Plovdiv. 16 séismes majeurs ont frappé la Bulgarie entre 1900 et 1966 ; les deux derniers se sont produits à Strazhitsa sur la ligne de faille Skopje-Razgrad. Ces deux séismes ont endommagé 16 000 bâtiments, la moitié d'entre eux de manière importante. Un village a été anéanti, d'autres endommagés gravement. Beaucoup d'habitants vivaient encore des abris provisoires quatre ans plus tard.

## Réseau hydrographique

Carte des bassins hydrographiques en Bulgarie

Les montagnes des Balkans divisent la Bulgarie en deux bassins hydrographiques. Le plus important se déverse dans la mer Noire en faisant converger la majorité des rivières vers le Danube. Ce bassin inclut tout le plateau danubien et une bande de terrain le long de la mer Noire d'une largeur de 40 à 80 kilomètres. Le deuxième bassin draine les eaux de la plaine de Thrace et de la plupart des terres hautes situées à l'Ouest et au Sud de la Bulgarie vers la mer Égée. Seul le Danube est navigable; de nombreuses rivières en Bulgarie disposent d'un potentiel important pour la production d'énergie hydroélectrique.
Le Danube reçoit environ 4 % de ses eaux des affluents de Bulgarie. Tous les affluents bulgares du Danube sont issus du massif des Balkans, sauf l'Iskar qui prend sa source dans le Massif de Rila et coule vers le Nord en traversant par la banlieue Est de Sofia puis à travers une vallée dans les montagnes des Balkans pour finalement se jeter dans le Danube. Le cours du Danube le long de la frontière de la Bulgarie est large de 1,6 à 2,4 kilomètres. La période des hautes eaux se situe en juin. Le fleuve est gelé en moyenne durant quarante jours par an.
Plusieurs rivières importantes se jettent directement dans la mer Égée. La plupart de ces cours d'eau descendent rapidement des montagnes à travers des gorges profondes et impressionnantes. Le fleuve Maritsa avec ses affluents est de loin le plus important; il draine les eaux de la plaine de Thrace occidentale ainsi que celles de Sredna Gora, le versant Sud du Massif des Balkans et le versant Nord du Massif des Rhodopes. Après avoir quitté la Bulgarie, la Maritsa délimite la frontière entre la Grèce et la Turquie. La Struma (ou le Strymon) et la Mesta (qui sépare le massif de Pirin du massif de Rhodopes) sont les fleuves les plus importants après la Maritsa à se jeter dans la mer Égée après avoir traversé la Grèce.

## Climat

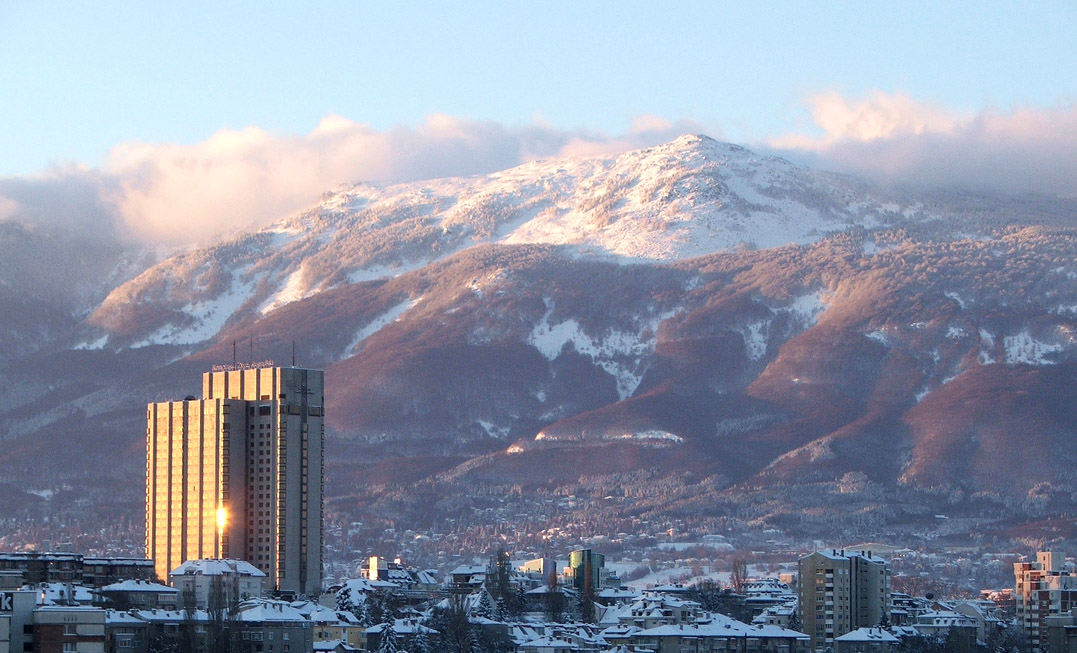
Sofia avec en arrière-plan les monts Vitocha.

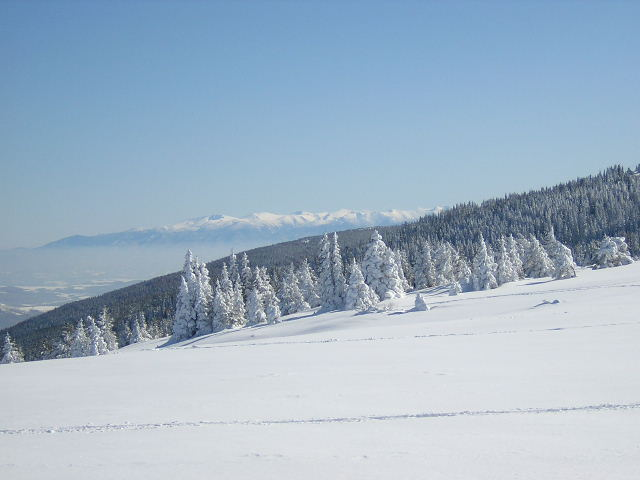
Paysage hivernal dans le massif du Vitocha.

Malgré sa faible taille, la Bulgarie bénéficie d'un climat varié et complexe. Le pays se partage entre une grande zone de climat continental à l'ouest et au centre, avec des influences méditerranéennes au sud, et une zone plus étroite de climat pontique à l'est. Les montagnes et les vallées de Bulgarie bloquent et font circuler les masses d'air, créant des contrastes climatiques importants entre des zones relativement proches. La zone climatique continentale est la plus importante car les masses d'air continentales circulent facilement à travers la plaine danubienne dépourvue d'obstacles. L'influence continentale, plus importante durant l'hiver, génère des chutes de neige abondantes ; au sud, l'influence méditerranéenne s'accroît durant l'été et produit un temps chaud et sec. La barrière constituée par le massif des Balkans se fait ressentir dans toute la Bulgarie : en moyenne le Nord de la Bulgarie est plus froid de 1 °C et reçoit 192 mm de précipitations de plus que le Sud. Le climat pontique est réduit à la bande littorale de la mer Noire.
Le massif des Balkans constitue la frontière sud de la zone ou les masses d'air continentales circulent librement. Entre le Balkan et le Rhodope, s'étend la zone intermédiaire, qui inclut la plaine de Thrace, sous influence méditerranéenne. Cette combinaison produit un climat similaire à celui de la région du Corn Belt aux États-Unis avec des étés longs et une forte humidité. Le climat de la région est cependant plus rigoureux que ceux d'autres régions d'Europe situées à la même latitude. À cause de l'existence de cette zone climatique intermédiaire, les températures moyennes et les précipitations peuvent varier beaucoup d'une année à l'autre.
Les précipitations moyennes en Bulgarie sont de 630 mm par an. En Dobroudja, au nord-est, dans la zone littorale le long de la mer Noire, et dans une partie de la plaine de Thrace, les précipitations sont inférieures à 500 mm. Le reste de la plaine de Thrace et le plateau danubien reçoivent moins que la moyenne du pays. La plaine de Thrace est sujette à des sécheresses durant l'été. Les zones en altitude reçoivent les précipitations les plus importantes, en moyenne 2 540 mm par an.
Les nombreuses vallées éparpillées dans les zones montagneuses subissent des inversions de température liées à la stagnation des masses d'air. Sofia est dans cette situation mais son altitude (environ 530 m) permet de modérer la température et l'humidité durant l'été. Sofia est protégée des vents du Nord par les montagnes qui cernent le bassin dans laquelle elle est installée. La température moyenne à Sofia est de −2 °C en janvier et de 21 °C environ en août. Les précipitations dans la capitale sont proches de la moyenne nationale; le climat est dans son ensemble plaisant.
Près de la mer Noire, le climat pontique est plus chaud et humide, mais tempétueux en hiver. Le long du Danube, l'hiver continental est extrêmement froid tandis que les vallées disposant de débouchés vers le sud, le long des frontières avec la Grèce et la Turquie, bénéficient d'un climat doux comme les zones situées le long des côtes de la mer Égée et de la mer Méditerranée.

## Chiffres
Le point le plus élevé est le Pic Musala (2 925 mètres).
Les terres se partagent entre terres arables (43 %), prairies naturelles (2 %), prairies (14 %), forêts (38 %) et autres (3 %) (chiffres de 1999). La surface irriguée est de 12 370 km2 (1993).